# Casimir Wicart
Pour les articles homonymes, voir Wicart.
Casimir Alexis Joseph Wicart, né le 4 mars 1799 à Méteren dans le département du Nord et mort le 8 avril 1879 à Laval, est un évêque catholique français, évêque de Fréjus puis de Laval. Il est inhumé dans la cathédrale de Laval.

## Biographie
Ordonné prêtre en 1821, il est nommé évêque de Fréjus le 29 mars 1845 par le pape Grégoire XVI. Il est consacré le 11 juin suivant par Pierre Giraud.
Le 30 juillet 1855, il est transféré à Laval dont il devient le premier évêque.
Jusqu'à son arrivée à Laval, le diocèse du Mans est constitué des départements de la Sarthe et de la Mayenne, sauf la partie sud de ce dernier qui relève du diocèse d'Angers. Rome et Napoléon III accèdent au désir ardent des Mayennais d'obtenir que leur département constitue le nouveau diocèse de Laval. Wicart est alors désigné pour prendre en charge le nouveau diocèse, qu'il dirigera pendant 21 ans.
Homme de valeur, au fort tempérament, mais humble, il marque fortement le nouveau diocèse : construction du séminaire, mise en route d'un petit séminaire à Mayenne, construction de l'évêché (aujourd'hui, le bâtiment fait partie du lycée Ambroise-Paré, et les armoiries de Wicart sont toujours visibles au fronton central du bâtiment, côté jardin), fondation du Carmel de Laval en 1856… et beaucoup d'activités pastorales en faveur des prêtres et des fidèles (écrits, visites pastorales, etc.)
Il participe comme père conciliaire au premier concile du Vatican.
Le grand événement dans le diocèse est l'apparition mariale de Pontmain, le 17 janvier 1871. C'est à Wicart que revient le redoutable honneur d'enquêter sur l'apparition et d'en déclarer l'authenticité après avoir interrogé les voyants. Après l'enquête canonique, et avec avis favorable de la commission, le 2 février 1872, il reconnaît l'authenticité de l'apparition et déclare : « Nous jugeons que l'Immaculée Vierge Marie, Mère de Dieu, a véritablement apparu le 17 janvier 1871, à Eugène et Joseph Barbedette, Françoise Richer et Jeanne-Marie Lebossé dans le hameau de Pontmain », et il approuve le culte de la Vierge de Pontmain. En 1873, il pose la première pierre de la future basilique Notre-Dame de Pontmain dont il ne verra pas l'achèvement. 
Il se retire en 1876 et décède le 8 avril 1879 à Laval, dans une maison de la place de Hercé qui existe toujours.
Près de la sacristie de la cathédrale de Laval est placée une plaque qui évoque sa vie et sa mort. À proximité, sa statue en bronze (J. Blanchard, 1898, sculpteur ; Thiébaut frères, fondeurs)  le représente à genoux, les mains jointes. Il pensait reposer au grand séminaire de Laval, qu'il avait fait construire, mais il est finalement inhumé dans sa cathédrale.
La mairie de Méteren a été reconstruite avec les dommages de guerre versés pour la maison qui lui appartenait.

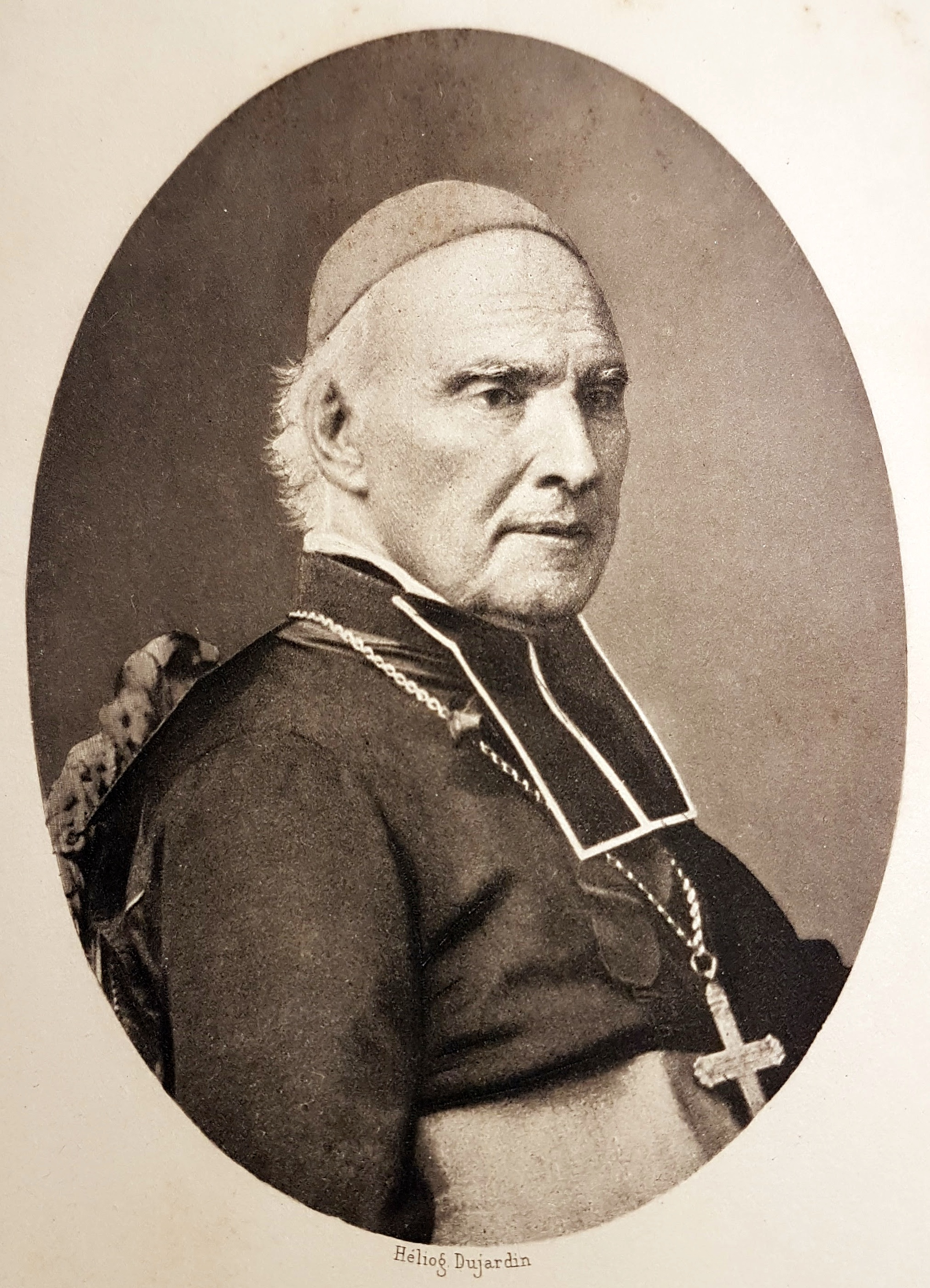
Portrait de Wicart au début de l'ouvrage "Vie de Mgr Wicart" par E.-L. Couanier de Launay.
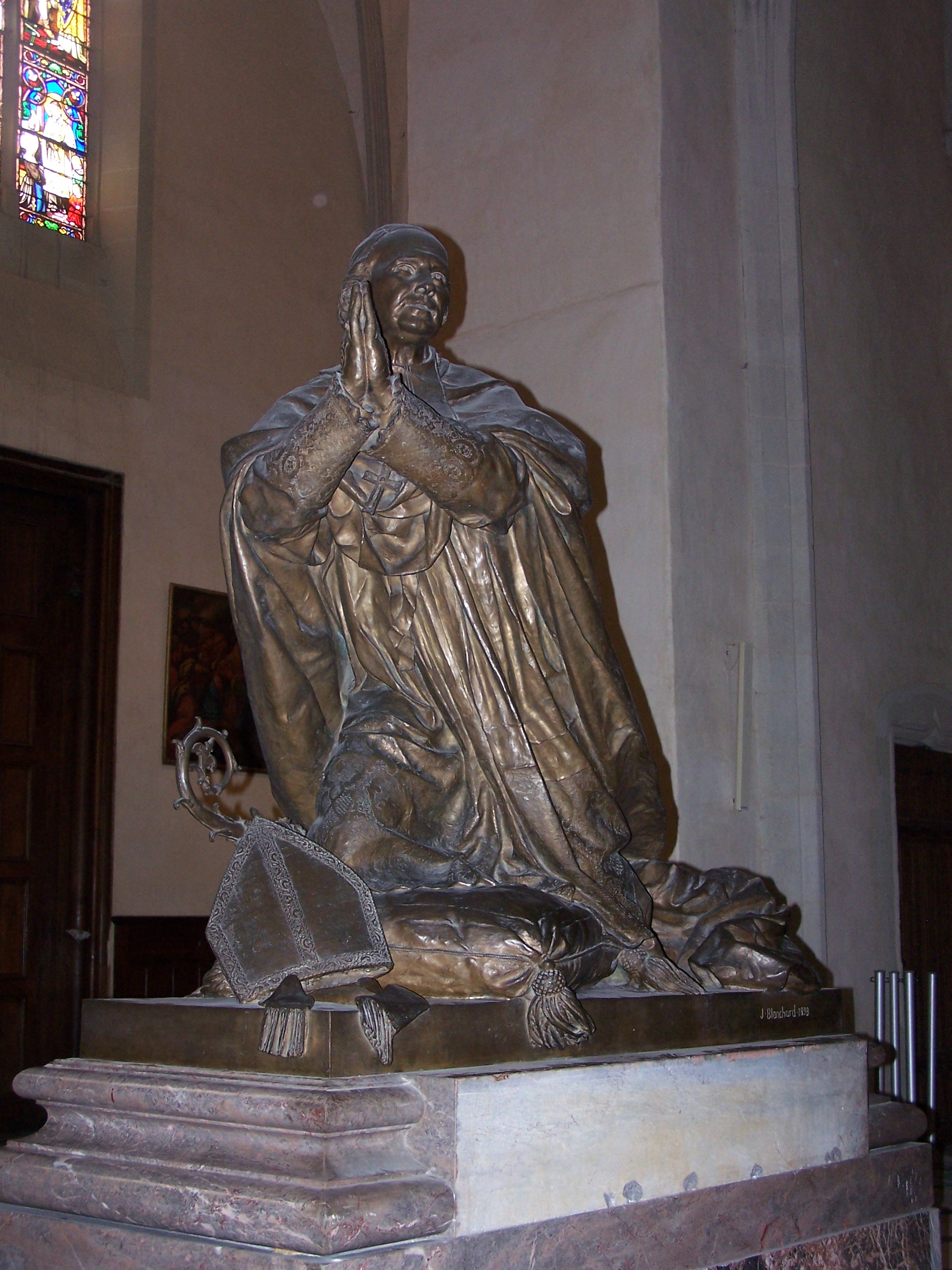
Monument funéraire de Casimir Wicart, dans la cathédrale de Laval.

## Distinction
- Officier de la Légion d'honneur (22 aout 1858)[4]

## Armes
D'azur à la croix de calvaire d'argent, au chef cousu de gueules chargé de trois étoiles d'or. 